# Carinodes actuosus
Carinodes actuosus är en stekelart som först beskrevs av Cresson 1874.  Carinodes actuosus ingår i släktet Carinodes och familjen brokparasitsteklar. Inga underarter finns listade.